# Горгий
Горгий (на гръцки: Γοργίας, Горгиас) е древногръцки софист, въвел обучението по реторика в Атина. Счита се, че той е развил нов жанр в реториката, "тържествения", различаващ се от вече известните съвещателни форми. Като философ, той е първият на когото се приписват теории за солипсизма и нихилизма.
Роден е в Леонтини на о-в Сицилия, където е бил ученик на Емпедокъл. През 427 пр.н.е. е изпратен от съгражданите си при ръководителя на делегацията, за да помоли за закрилата на Атина срещу сиракузката агресия. След това се установява в Атина, където се изявява като оратор и преподава реторика.
Известен е най-вече с това, че въвежда реториката в Древна Гърция. Спомага за възприемането на атическия диалект като език, на който трябва да се пише проза. Автор е на произведението За природата или несъществуващото. Същината му може да се прочете в писанията на Секст Емпирик и в трактата De Melisso, Xenophane, Gorgia, написано вероятно от Теофраст. В това произведение той пише:
- Нищо не съществува.
- Дори нещо да съществува, то е непознаваемо.
- Дори нещо да съществува и да бъде познаваемо, то знанието за него не може да бъде съобщено на другите.

Приема се, че Горгий създава солипизма и нихилизма с тези твърдения.
Автентичността на две риторически упражнения, Възхвала на Елена и Защита на Паламед (издадени с Антифон, редактор Ф. Блас в поредиците Тойбнер от 1881, F. Blass, Teubner), приписвани на него, е спорна. Платон е съчинил едноименен диалог, в който един от участниците е Горгий, но формата му  на литературно произведение не предполага то да се приема като историческо свидетелство.